# Milano-Mantova 1907
La Milano-Mantova 1907, seconda edizione della corsa, si svolse il 31 marzo 1907 su un percorso di 160 km. La vittoria fu appannaggio dell'italiano Giovanni Cuniolo il quale precedette i connazionali Giovanni Rossignoli e Cesare Zanzottera.

## Ordine d'arrivo (Top 10)
| Pos. | Corridore           | Squadra    | Tempo |
| ---- | ------------------- | ---------- | ----- |
| 1    | Giovanni Cuniolo    | Maino      | ?     |
| 2    | Giovanni Rossignoli | Bianchi    | ?     |
| 3    | Cesare Zanzottera   | -          | ?     |
| 4    | Cesare Brambilla    | -          | ?     |
| 5    | Luigi Ganna         | Turkheimer | ?     |
| 6    | Battista Danesi     | Turkheimer | ?     |
| 7    | Ergisto Carapezzi   | -          | ?     |
| 8    | Clemente Canepari   | -          | ?     |
| 9    | Eberardo Pavesi     | Turkheimer | ?     |
| 10   | Ernesto Azzini      | -          | ?     |